# Middle East Eye
Middle East Eye (MEE) es un periódico digital panárabe independiente, fundado en febrero de 2014 y con sede en Londres, Reino Unido. Gracias a su amplia red de corresponsales cubre informaciones en 24 países y trata de temas políticos, económicos y sociales de Oriente Medio y Norte de África, o de más allá si tienen relación con esas regiones.
Emplea a 109 trabajadores y se edita en inglés y en francés. Tiene oficinas en Nueva York y Washington, en los Estados Unidos, así como en Jerusalén.
MEE pertenece a su matriz, MEE limited. El director de ambas es Jamal Awn Jamal Bessasso, si bien se desconoce quién es su dueño. El redactor jefe es David Hearst, que colabora también con The Huffington Post y el canal catarí Al Jazeera, y que antes fue redactor jefe para el extranjero en The Guardian.